# マレーカレッジ

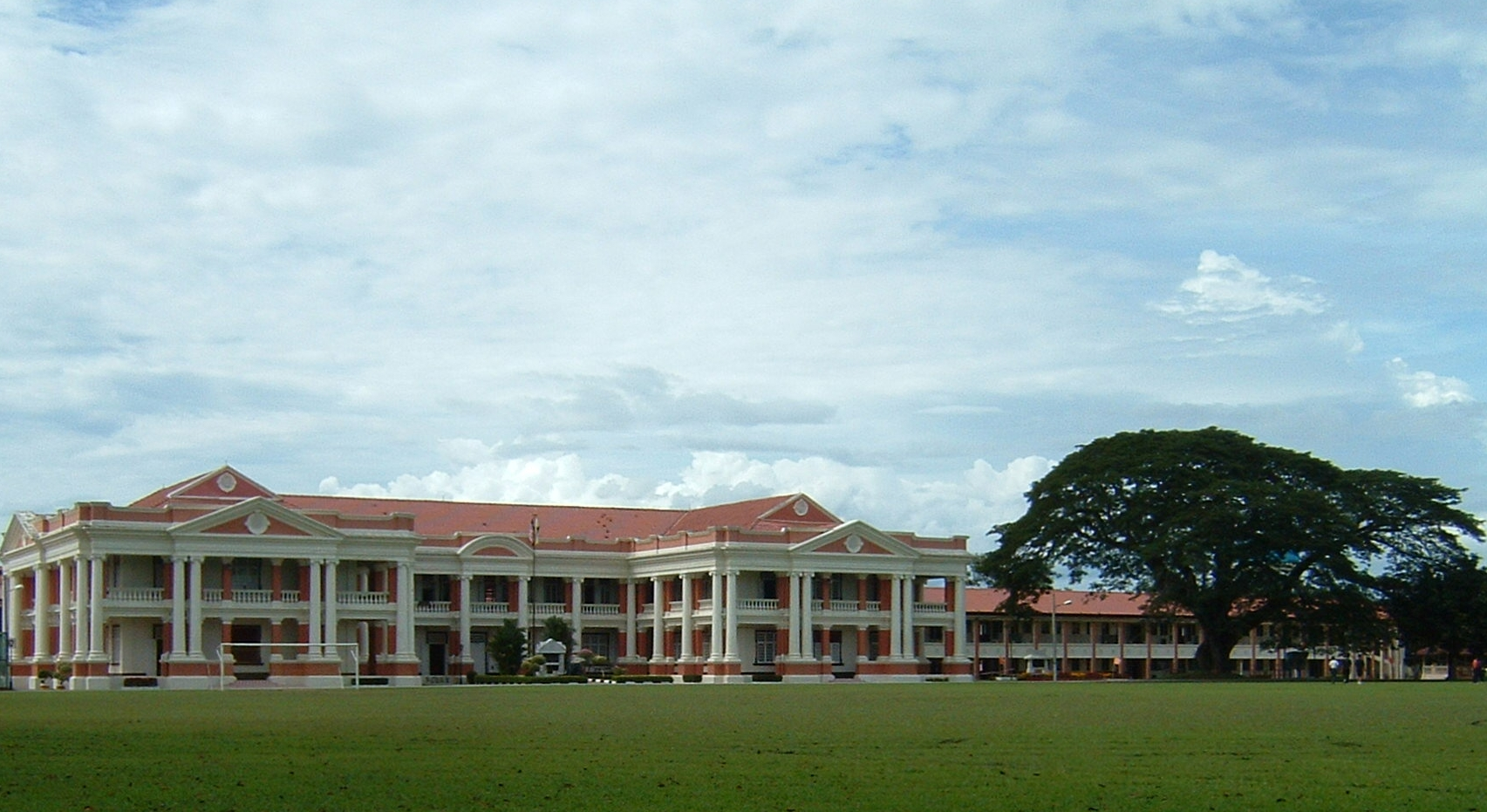
マレーカレッジ・クアラカンサー

マレーカレッジ・クアラカンサー (マレー語: Kolej Melayu Kuala Kangsar、マレーカレッジ、MCKK, MC, またはKolet(コレ)、Koleq(コレ)はマレーシアにある全寮制学校である。